# Бругмансія
Бругмансія (Brugmansia) — рід рослин з родини Пасльонові (Solanaceae). Виділений з роду Datura. До нього відносяться невеликі дерева і чагарники. Окремі види відомі як носії психоактивних речовин.

Рід названий Персоном в честь голландського ботаніка Себальда Юстінуса Брюгманса.
Синоніми:
- Elisia Milano
- Methysticodendron R.E.Schult.
- Pseudodatura Zijp(інші мови)

## Види
- Brugmansia arborea (L.) Steud. — Бругмансія деревоподібна, або бругмансія деревна
- Brugmansia × candida Pers. типовий — Бругмансія білосніжна, або Деревний дурман, або Дурманне дерево, або Ангельська труба(інші мови)
- Brugmansia ×dolichocarpa Lagerh.
- Brugmansia ×insignis (Barb.Rodr.) Lockwood ex R.E.Schult.
- Brugmansia longifolia Lagerh.
- Brugmansia pittieri (Saff.(інші мови)) Moldenke
- [syn.  Brugmansia aurea Lagerh. nom. illeg.]
- Brugmansia ×rubella (Soff.) Moldenke
- Brugmansia sanguinea (Ruiz & Pav.) D.Don
- Brugmansia suaveolens (Humb. & Bonpl. ex Willd.) Bercht. & J.Presl
- Brugmansia versicolor Lagerh.